# Rạch Giá (tỉnh)

Bản đồ hạt Rạch Giá năm 1895

Rạch Giá là tỉnh cũ ở miền Tây Nam Bộ thuộc khu vực Đồng bằng sông Cửu Long, Việt Nam, tiếp giáp với vịnh Thái Lan và là một trong những tỉnh có diện tích lớn nhất vùng lúc bấy giờ. Tỉnh Rạch Giá được thành lập vào ngày 1 tháng 1 năm 1900 và bị mất tên gọi đơn vị hành chính cấp tỉnh từ tháng 2 năm 1976 cho đến nay.

## Lịch sử

### Thời Pháp thuộc
Trước khi thực dân Pháp xâm chiếm tất cả sáu tỉnh ở Nam Kỳ vào năm 1867, vùng đất tỉnh Rạch Giá cũ chính là huyện Kiên Giang của tỉnh Hà Tiên vốn thuộc Nam Kỳ lục tỉnh vào thời nhà Nguyễn độc lập. Huyện Kiên Giang có diện tích lớn nhất trong số 3 huyện trực thuộc tỉnh Hà Tiên (bao gồm Kiên Giang, Long Xuyên và Hà Châu) lúc bấy giờ.
Ngày 15 tháng 6 năm 1867, sau khi chiếm xong tỉnh Hà Tiên, thực dân Pháp cho thành lập hạt Thanh tra Kiên Giang trên địa bàn huyện Kiên Giang thuộc tỉnh Hà Tiên cũ, với lỵ sở hạt đặt ngay tại Rạch Giá. Ngày 1 tháng 8 năm 1867, Pháp thấy vùng đất Cà Mau còn vắng vẻ nên đã bãi bỏ hạt thanh tra Long Xuyên (được lập đồng thời cùng với hạt Thanh tra Kiên Giang trước đó), sáp nhập địa bàn này tức vùng đất Cà Mau vào hạt thanh tra Kiên Giang và coi luôn vùng đất huyện Long Xuyên cũ.
Ngày 16 tháng 8 năm 1867, thực dân Pháp chính thức đổi tên gọi tất cả các địa danh cấp tỉnh và hạt thanh tra theo tên gọi địa điểm nơi đặt lỵ sở của hạt thanh tra. Các tên gọi mới này chính là tục danh bằng tên Nôm của các thôn xã nơi đặt lỵ sở hạt thanh tra vốn trước đây vào thời nhà Nguyễn độc lập lại không được dùng chính thức trong các văn bản hành chính. Như vậy, cũng kể từ đây, chính quyền thực dân Pháp đã dần dần chính thức hóa các tên gọi địa danh bằng tiếng Nôm này bằng những văn bản hành chính. Vào thời điểm này, hạt Thanh tra Rạch Giá được thành lập do đổi tên từ hạt Thanh tra Kiên Giang trước đó.
Hạt thanh tra Rạch Giá ban đầu bao gồm 6 tổng và 110 thôn: 
- Tổng Kiên Định gồm 14 thôn
- Tổng Thanh Giang gồm 11 thôn
- Tổng Kiên Hảo gồm 26 thôn
- Tổng Giang Ninh gồm 11 thôn
- Tổng Long Thủy gồm 25 thôn
- Tổng Quảng Xuyên gồm 13 thôn

Ngày 5 tháng 6 năm 1871, thời Chủ tỉnh Benoist (1871 - 1872) - thực dân Pháp tách vùng Cà Mau ra khỏi hạt Rạch Giá để nhập vào hạt Sóc Trăng. Ngày 18 tháng 12 năm 1871, Pháp lại nhập vùng đất Cà Mau vào hạt Rạch Giá như cũ. Ngày 5 tháng 1 năm 1876, dưới thời Chủ tỉnh E. Granier (1875 - 1878) - thực dân Pháp chia Nam Kỳ thành 4 khu vực hành chính lớn, mỗi khu vực hành chính lại chia nhỏ thành các tiểu khu hay hạt tham biện (arrondissement administratif) thì tỉnh Hà Tiên cũ bị chia thành hai hạt tham biện là Hà Tiên và Rạch Giá, đồng thời các thôn cũng đổi thành các làng.
Ngày 18 tháng 7 năm 1882, thực dân Pháp thiết lập hạt tham biện Bạc Liêu (đầu tiên là Chủ tỉnh Lamothe de Carrier) trên cơ sở tách 3 tổng Quảng Long, Quảng Xuyên và Long Thủy của hạt tham biện Rạch Giá (thời Chủ tỉnh Rạch Giá Nansot) hợp với 2 tổng Thạnh Hòa và Thạnh Hưng tách từ hạt tham biện Sóc Trăng (thời Chủ tỉnh Sóc Trăng de Bequigny) chuyển sang. Lỵ sở Bạc Liêu thuộc địa bàn tổng Thạnh Hòa vốn trước đó thuộc hạt tham biện Sóc Trăng. Ngày 12 tháng 8 năm 1888, hạt tham biện Rạch Giá bị giải thể, nhập vào hạt tham biện Long Xuyên. Ngày 27 tháng 12 năm 1892, thực dân Pháp lại tái lập hạt tham biện Rạch Giá với 4 tổng:
- Tổng Giang Ninh có 16 làng
- Tổng Kiên Định có 14 làng
- Tổng Kiên Hảo có 25 làng
- Tổng Thanh Giang có 18 làng

Ngày 26 tháng 1 năm 1894, chính quyền thực dân Pháp hợp nhất 4 làng Vĩnh Lạc, Vĩnh Hòa, Thanh Lương và Vân Tập thành một làng mới lấy tên là làng Vĩnh Thanh Vân, đồng thời vẫn là nơi đặt lỵ sở của hạt tham biện Rạch Giá như trước đó.
Theo Nghị định ngày 20 tháng 12 năm 1899 của Toàn quyền Đông Dương đổi tên tất cả các hạt tham biện thành tỉnh thì từ ngày 1 tháng 1 năm 1900 hạt tham biện Rạch Giá trở thành tỉnh Rạch Giá. Viên chủ tỉnh Pháp đầu tiên là L. Rivet. Tỉnh lỵ Rạch Giá đặt tại làng Vĩnh Thanh Vân thuộc địa bàn tổng Kiên Hảo.
Ngày 25 tháng 5 năm 1900, lập tổng Kiên Tường và tổng Thanh Bình. Ngày 31 tháng 12 năm 1907, lập thêm tổng An Ninh và tổng Thanh Biên. Năm 1910, tỉnh Rạch Giá gồm 8 tổng, 73 làng:
| - Tổng An Ninh có 5 làng - Tổng Giang Ninh có 7 làng - Tổng Kiên Định có 12 làng - Tổng Kiên Hảo có 10 làng | - Tổng Kiên Lương có 15 làng - Tổng Thanh Biên có 6 làng - Tổng Thanh Bình có 7 làng - Tổng Thanh Giang có 11 làng |

Ngày 6 tháng 1 năm 1916, lại lập thêm tổng Thanh Tuyên và tổng Thanh Yên.
Ngày 20 tháng 5 năm 1920, thực dân Pháp cho thành lập ở tỉnh Rạch Giá 5 quận trực thuộc: Châu Thành, Giồng Riềng, Gò Quao, Long Mỹ và Phước Long. Tên các quận này vốn được lấy theo tên làng hoặc tên chợ nơi đặt quận lỵ. Riêng quận Châu Thành được thành lập trên địa bàn một số tổng thuộc khu vực nơi đặt tỉnh lỵ Rạch Giá và các vùng phụ cận. Cụ thể như sau:
- Quận Châu Thành gồm 2 tổng: Kiên Hảo và Kiên Tường. Quận lỵ: Rạch Giá (thuộc làng Vĩnh Thanh Vân)
- Quận Giồng Riềng gồm 1 tổng: Giang Ninh. Quận lỵ: Giồng Riềng (thuộc làng Thạnh Hòa);
- Quận Gò Quao gồm 2 tổng: Kiên Định và Thanh Biên. Quận lỵ: Gò Quao (thuộc làng Vĩnh Phước);
- Quận Long Mỹ gồm 3 tổng: An Ninh, Thanh Giang, Thanh Tuyền. Quận lỵ: Long Mỹ (thuộc làng Thuận Hưng);
- Quận Phước Long gồm 2 tổng: Thanh Bình và Thanh Yên. Quận lỵ: Phước Long (thuộc làng Phước Long).

Ngày 24 tháng 11 năm 1925, chuyển tổng Thanh Biên sang quận Phước Long, quận Gò Quao còn lại tổng Kiên Định. Ngày 1 tháng 1 năm 1936, thực dân Pháp lập đại lý hành chánh An Biên thuộc tỉnh Rạch Giá, trụ sở đặt tại chợ Thứ Ba, gồm 1 tổng có tên là Thanh Biên trên cơ sở tách đất từ quận Phước Long trước đó. Ngày 1 tháng 8 năm 1939, Toàn quyền Đông Dương ban hành Nghị định nâng lên thành quận An Biên, đặt dưới quyền một quan chức người Pháp.

### Thời kỳ 1945-1954
Sau Cách mạng tháng Tám 1945, Ủy ban Kháng chiến Hành chánh Nam bộ chủ trương bỏ cấp tổng, bỏ đơn vị làng, thống nhất gọi là xã, đồng thời bỏ danh xưng quận, gọi thay thế bằng huyện. Chính quyền Việt Nam Cộng hòa đến năm 1956 cũng thống nhất dùng danh xưng là xã, tuy nhiên vẫn gọi là quận cho đến năm 1975. Lúc bấy giờ, Rạch Giá là một trong 21 tỉnh ở Nam Bộ.
Năm 1947, quận Phước Long được chính quyền thực dân Pháp giao cho tỉnh Bạc Liêu. Cũng trong năm này, chính quyền kháng chiến của lực lượng Việt Minh quyết định đổi tên huyện Phước Long thành huyện Hồng Dân, ban đầu thuộc tỉnh Rạch Giá, do lấy theo tên người chiến sĩ cộng sản Trần Hồng Dân (1916 - 1946) đã hy sinh tại địa phương trước đó. Năm 1951, huyện Hồng Dân được chính quyền Việt Minh giao về cho tỉnh Bạc Liêu.
Năm 1951, chính quyền Việt Minh quyết định giải thể tỉnh Rạch Giá, sáp nhập địa bàn vào các tỉnh Bạc Liêu, Cần Thơ và Sóc Trăng. Trong đó, thị xã Rạch Giá và các huyện Châu Thành, Long Mỹ, Gò Quao, Giồng Riềng được giao về cho tỉnh Cần Thơ, các huyện Hồng Dân và An Biên được giao về cho tỉnh Bạc Liêu. Bên cạnh đó, một phần nhỏ đất đai tỉnh Rạch Giá cũng được giao về cho tỉnh Sóc Trăng quản lý.
Tuy nhiên, việc giải thể tỉnh Rạch Giá cũng như đổi tên gọi huyện Phước Long thành huyện Hồng Dân lại không được phía chính quyền Quốc gia Việt Nam thân Pháp của Bảo Đại và sau này là chính quyền Việt Nam Cộng hòa công nhận. Đến năm 1954, chính quyền Việt Minh lại quyết định tái lập tỉnh Rạch Giá. Tháng 10 năm 1954, các huyện Hồng Dân và Long Mỹ cũng trở lại thuộc tỉnh Rạch Giá. Sau năm 1956, chính quyền Cách mạng lại quyết định giao huyện Hồng Dân cho tỉnh Sóc Trăng và giao huyện Long Mỹ cho tỉnh Cần Thơ quản lý trở lại như cũ.
Ngày 29 tháng 12 năm 1952, chính quyền Quốc gia Việt Nam thân Pháp quyết định công nhận đô thị tỉnh lỵ Rạch Giá trở thành thị xã hỗn hợp (commune mixte) thị xã Rạch Giá trực thuộc tỉnh Rạch Giá.

### Giai đoạn 1954-1976
Ban đầu, chính quyền Quốc gia Việt Nam và sau đó là Việt Nam Cộng hòa vẫn duy trì tên gọi tỉnh Rạch Giá như thời Pháp thuộc.
Ngày 15 tháng 2 năm 1955, Thủ hiến Nam Việt của chính quyền Quốc gia Việt Nam (tiền thân của Việt Nam Cộng hòa) quyết định tạm sáp nhập vùng Chắc Băng và quận An Biên thuộc tỉnh Rạch Giá vào tỉnh Sóc Trăng. Ngày 24 tháng 5 năm 1955, quyết định sáp nhập ba quận An Biên, Phước Long và Chắc Băng để thành lập đặc khu An Phước thuộc tỉnh Sóc Trăng, nhưng không lâu sau lại cho giải thể đặc khu này. Sau đó, quận An Biên và vùng Chắc Băng lại trở về thuộc tỉnh Rạch Giá như cũ.
Ngày 22 tháng 10 năm 1956, Tổng thống Việt Nam Cộng hòa Ngô Đình Diệm ký Sắc lệnh 143/VN để " thay đổi địa giới và tên Đô thành Sài Gòn – Chợ Lớn cùng các tỉnh và tỉnh lỵ tại Việt Nam". Lúc này, tỉnh Rạch Giá và tỉnh Hà Tiên được nhập lại để thành lập tỉnh mới có tên là tỉnh Kiên Giang. Tỉnh lỵ tỉnh Kiên Giang đặt tại Rạch Giá và vẫn giữ nguyên tên là "Rạch Giá". Sau năm 1956, thị xã Rạch Giá bị chính quyền Việt Nam Cộng hòa giải thể, tuy nhiên đến ngày 20 tháng 11 năm 1970 lại tái lập thị xã Rạch Giá.
Tuy nhiên, chính quyền Mặt trận dân tộc giải phóng miền Nam Việt Nam (sau này là Chính phủ Cách mạng lâm thời Cộng hòa Miền Nam Việt Nam) và Việt Nam Dân chủ Cộng hòa vẫn giữ nguyên tên gọi tỉnh Rạch Giá từ năm 1956 cho đến năm 1976, đồng thời vẫn duy trì thị xã Rạch Giá trực thuộc tỉnh Rạch Giá trong suốt giai đoạn này.
Năm 1957, chính quyền Cách mạng quyết định giải thể tỉnh Hà Tiên, đổi thành huyện Hà Tiên và huyện Phú Quốc cùng trực thuộc tỉnh Rạch Giá. Tỉnh Rạch Giá khi đó gồm thị xã Rạch Giá và các huyện: Châu Thành, Gò Quao, Giồng Riềng, An Biên, Hà Tiên và Phú Quốc. Về sau, chính quyền Cách mạng lại cho thành lập thêm huyện Tân Hiệp trên cơ sở tách đất từ huyện Châu Thành và huyện Giồng Riềng. Bên cạnh đó, huyện Châu Thành cũng được chia thành huyện Châu Thành A và huyện Châu Thành B cùng thuộc tỉnh Rạch Giá.
Năm 1964, chính quyền Cách mạng thành lập huyện Vĩnh Thuận trên cơ sở tách ra từ huyện An Biên. Huyện Vĩnh Thuận thuộc tỉnh Rạch Giá có địa giới hành chính trùng với quận Kiên Long thuộc tỉnh Kiên Giang của chính quyền Việt Nam Cộng hòa. Năm 1965, giao huyện Hà Tiên và huyện Phú Quốc cho tỉnh An Giang quản lý. Đến năm 1967 lại trả hai huyện Hà Tiên và Phú Quốc về cho tỉnh Rạch Giá như trước. Tuy nhiên, năm 1971 khi Trung ương Cục miền Nam quyết định thành lập tỉnh Châu Hà, tách ra từ tỉnh An Giang, trên phần đất tỉnh Châu Đốc và tỉnh Hà Tiên trước đó thì huyện Hà Tiên, huyện Phú Quốc cùng với huyện Châu Thành A của tỉnh Rạch Giá lại được giao về cho tỉnh Châu Hà quản lý. Đến năm 1974 ba huyện này lại cùng thuộc tỉnh Long Châu Hà.
Sau khi đã bàn giao huyện Châu Thành A về cho tỉnh Châu Hà và sau đó là tỉnh Long Châu Hà quản lý, huyện Châu Thành B cũng được đổi tên lại thành huyện Châu Thành thuộc tỉnh Rạch Giá như cũ. Từ đó cho đến năm 1976, tỉnh Rạch Giá còn lại thị xã Rạch Giá và các huyện: Châu Thành, Gò Quao, Giồng Riềng, An Biên, Tân Hiệp, Vĩnh Thuận.
Sau ngày 30 tháng 4 năm 1975, chính quyền quân quản Cộng hòa miền Nam Việt Nam ban đầu vẫn duy trì tỉnh Rạch Giá như trước đó cho đến đầu năm 1976. Lúc này, chính quyền Cách mạng cũng bỏ danh xưng "quận" có từ thời Pháp thuộc và lấy danh xưng "huyện" (quận và phường dành cho các đơn vị hành chánh tương đương khi đã đô thị hóa).
Ngày 20 tháng 9 năm 1975, Bộ Chính trị ra Nghị quyết số 245-NQ/TW về việc bỏ khu, hợp tỉnh trong toàn quốc "nhằm xây dựng các tỉnh thành những đơn vị kinh tế, kế hoạch và đơn vị hành chính có khả năng giải quyết đến mức cao nhất những yêu cầu về đẩy mạnh sản xuất, tổ chức đời sống vật chất, văn hóa của nhân dân, về củng cố quốc phòng, bảo vệ trị an, và có khả năng đóng góp tốt nhất vào sự nghiệp chung của cả nước". Theo Nghị quyết này, địa bàn tỉnh Rạch Giá sẽ được chia ra vào sáp nhập vào các tỉnh mới, tên gọi tỉnh mới cùng với nơi đặt tỉnh lỵ sẽ do địa phương đề nghị lên. Cụ thể như sau:
- Tỉnh Cà Mau, tỉnh Bạc Liêu và hai huyện Vĩnh Thuận, An Biên (ngoại trừ 2 xã Đông Yên và Tây Yên) của tỉnh Rạch Giá sẽ hợp nhất lại thành một tỉnh.
- Phần còn lại của tỉnh Rạch Giá cùng với toàn bộ diện tích tỉnh Long Châu Hà và huyện Thốt Nốt của tỉnh Cần Thơ sẽ hợp nhất lại thành một tỉnh.

Nhưng đến ngày 20 tháng 12 năm 1975, Bộ Chính trị lại ra Nghị quyết số 19/NQ điều chỉnh lại việc hợp nhất tỉnh ở miền Nam Việt Nam cho sát với tình hình thực tế, theo đó tỉnh Rạch Giá cũ (bao gồm cả ba huyện Hà Tiên, Phú Quốc, Châu Thành A hiện cùng thuộc tỉnh Long Châu Hà nhưng trước năm 1971 lại cũng đều thuộc tỉnh Rạch Giá) vẫn để thành một tỉnh riêng biệt.

### Sau năm 1976
Tháng 2 năm 1976, Chính phủ Việt Nam quyết định tái lập tỉnh Kiên Giang trên cơ sở toàn bộ diện tích tỉnh Rạch Giá và ba huyện: Châu Thành A, Hà Tiên, Phú Quốc vốn thuộc tỉnh Long Châu Hà trước đó. Lúc này, huyện Châu Thành A bị giải thể và sáp nhập trở lại vào huyện Châu Thành như trước. Tỉnh Kiên Giang lúc đó gồm thị xã Rạch Giá và các huyện: Châu Thành, Tân Hiệp, Gò Quao, Giồng Riềng, An Biên, Vĩnh Thuận, Hà Tiên và Phú Quốc. Tỉnh lỵ là thị xã Rạch Giá, đơn vị hành chính cấp huyện trực thuộc tỉnh Kiên Giang.
Địa bàn tỉnh Rạch Giá cũ ngày nay tương ứng với các huyện Châu Thành, Tân Hiệp, Gò Quao, Giồng Riềng, An Biên, An Minh, Vĩnh Thuận, U Minh Thượng, Hòn Đất và Thành phố Rạch Giá cùng thuộc tỉnh Kiên Giang. Tuy nhiên, cũng có thời kỳ toàn bộ diện tích tỉnh Kiên Giang ngày nay đều thuộc tỉnh Rạch Giá, bao gồm cả các vùng Hà Tiên và Phú Quốc, tương ứng với thành phố Hà Tiên và các huyện Kiên Lương, Giang Thành, Kiên Hải và Phú Quốc ngày nay.
Hiện nay, địa danh "Rạch Giá" chỉ còn được dùng để chỉ Thành phố Rạch Giá, đơn vị hành chính cấp huyện trực thuộc tỉnh Kiên Giang và là tỉnh lỵ của tỉnh Kiên Giang.

## Phân chia hành chính

### Năm 1897
Toàn tỉnh Rạch Giá được chia thành 4 tổng:
- Tổng Giang Ninh có 15 làng: An Bình, An Lợi, Áp Lục, Cao Môn, Hỏa Lựu, Hương Phù, Hương Thọ, Phương Lang, Lộc Ninh, Lương Tâm, Thủy Liễu, Vị Thủy, Xà Phiên, Thuận An, Vị Thanh
- Tổng Kiên Định 11 làng: An Hòa, Hòa Thuận, Lại Sơn, Long Thạnh, Tân Hội, Ngọc Hòa, Thạnh Hòa, Hòa Hưng, Vĩnh An, Vĩnh Hòa Đông, Vĩnh Thạnh
- Tổng Kiên Hảo 24 làng: Bàn Thạch, Bình Kha, Cù Hóa, Đồng Đăng, Giục Tượng, Hóa Quảng, Lạc Thổ, Mỹ Lâm, Tham Định, Thanh Gia, Thanh Lang, Thiệp Ngạc, Minh Lương, Mỹ Phú, Mong Thọ, Ngọc Chúc, Ngọc Giải, Phi Kinh, Phong Hóa, Sóc Sơn, Thổ Sơn, Thông Chữ, Tuy Đằng, Vĩnh Niên
- Tổng Thanh Giang 19 làng: Đông Tặc, Đông Thái, Tây Tặc, Thới An, Vân Khánh Đông, Vĩnh Hòa, Long Mỹ, Long Phú, Thuận Hòa, Vĩnh Hưng, Vĩnh Lộc, Vĩnh Phước, Vĩnh Quới, Vĩnh Thuận, Vĩnh Thuận Đông, Vĩnh Tuy, Vĩnh Hòa Hưng, Vĩnh Thanh Vân, Vĩnh Tường

### Năm 1939
Tỉnh Rạch Giá có 6 quận:
1. Quận Châu Thành có 2 tổng với 17 làng:
- Tổng Kiên Hảo có 8 làng: An Hòa, Lại Sơn, Mỹ Lâm, Sóc Sơn, Tân Hội, Thổ Sơn, Phi Thông Vĩnh, Thanh Vân
- Tổng Kiến Tường có 9 làng Bình An, Bàn Tân Định, Giục Tượng, Mong Thọ, Minh Lương, Hòa Thạnh Lợi, Tân Hiệp, Vĩnh Hòa Hiệp

2. Quận Long Mỹ có 3 tổng với 17 làng:
- Tổng An Ninh có 6 làng: Hòa An, Hỏa Lựu, Long Bình, Vị Thủy, Vĩnh Thuận Đông, Vĩnh Tường
- Tổng Thanh Tuyền gồm 5 làng: Lương Tâm, Thuận Hưng, Vĩnh Tuy, Vĩnh Viễn, Xà Phiên
- Tổng Thanh Giang có 6 làng: An Lợi, Long Phú, Phương Bình, Phương Phú, Tân Long, Long Trị

3. Quận Phước Long có 2 tổng với 15 làng:
- Tổng Thanh Bình có 8 làng: Hương Phú, Mỹ Quới, Ninh Hòa, Ninh Quới, Vĩnh Hưng, Vĩnh Lợi, Vĩnh Phú, Vĩnh Quới
- Tổng Thanh Yên có 7 làng: Lộc Ninh, Ninh Thạnh Lợi, Phước Long, Vĩnh Bình, Vĩnh Lộc, Vĩnh Phong, Vĩnh Thuận

4. Quận Gò Quao có 1 tổng Kiên Định với 9 làng: Định Hòa, Hòa Quản, Định An, Long Thạnh, Thới An, Thủy Liễu, Vĩnh Phước, Vĩnh Thạnh, Vĩnh Hòa Hưng
5. Quận An Biên có 1 tổng Thanh Biên với 7 làng: Đông Hòa, Đông Hưng, Đông Thạnh, Đông Thái, Đông Yên, Tân Yên, Vân Khánh
6. Quận Giồng Riềng có 1 tổng Giang Ninh với 8 làng: Hòa Hưng, Hòa Thuận, Ngọc Chúc, Ngọc Hòa, Thạnh Hòa, Thạnh Lợi, Thạnh Hưng, Vị Thanh